# Cycadales

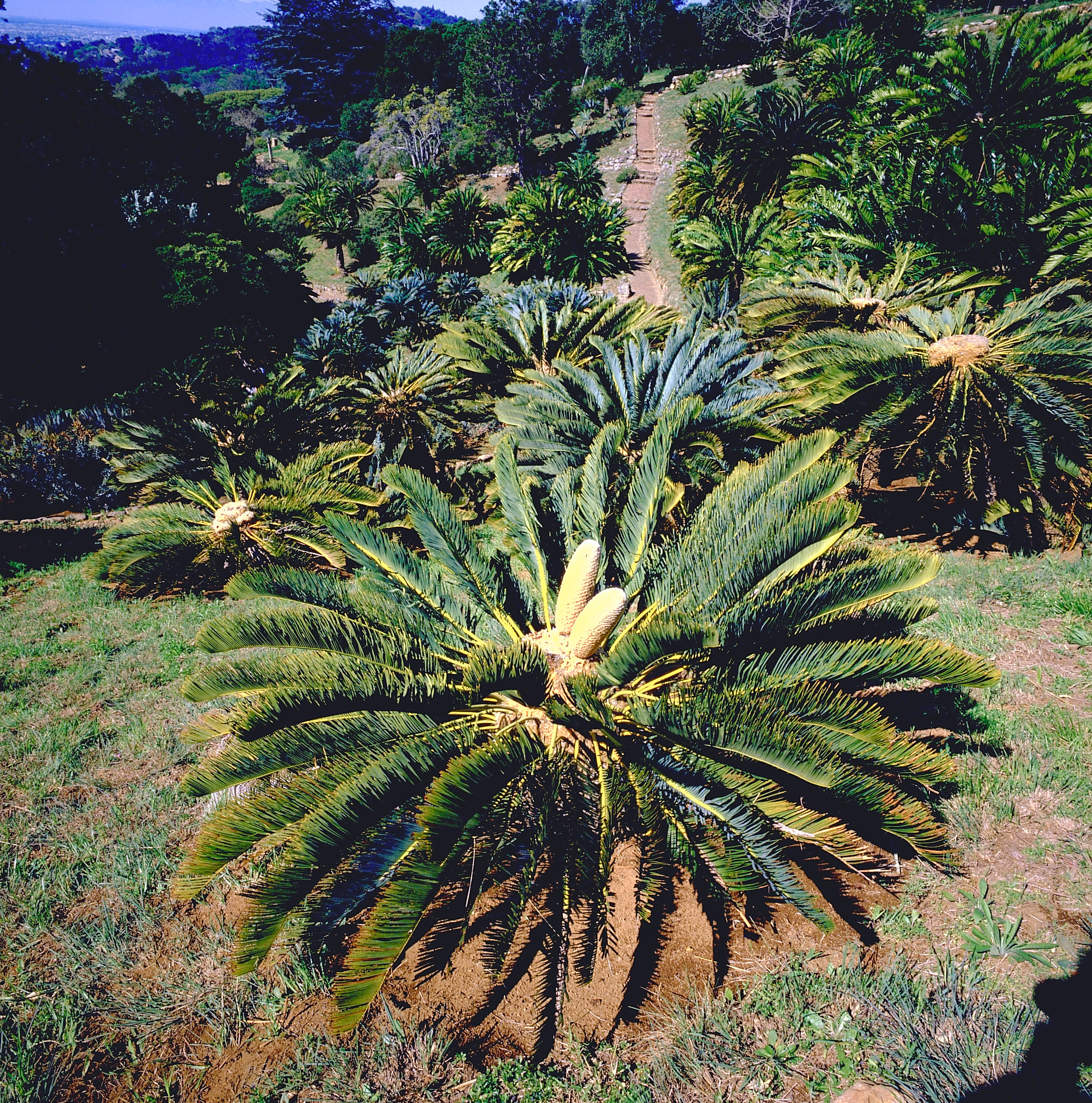
Cicas na Província do Limpopo, África do Sul.

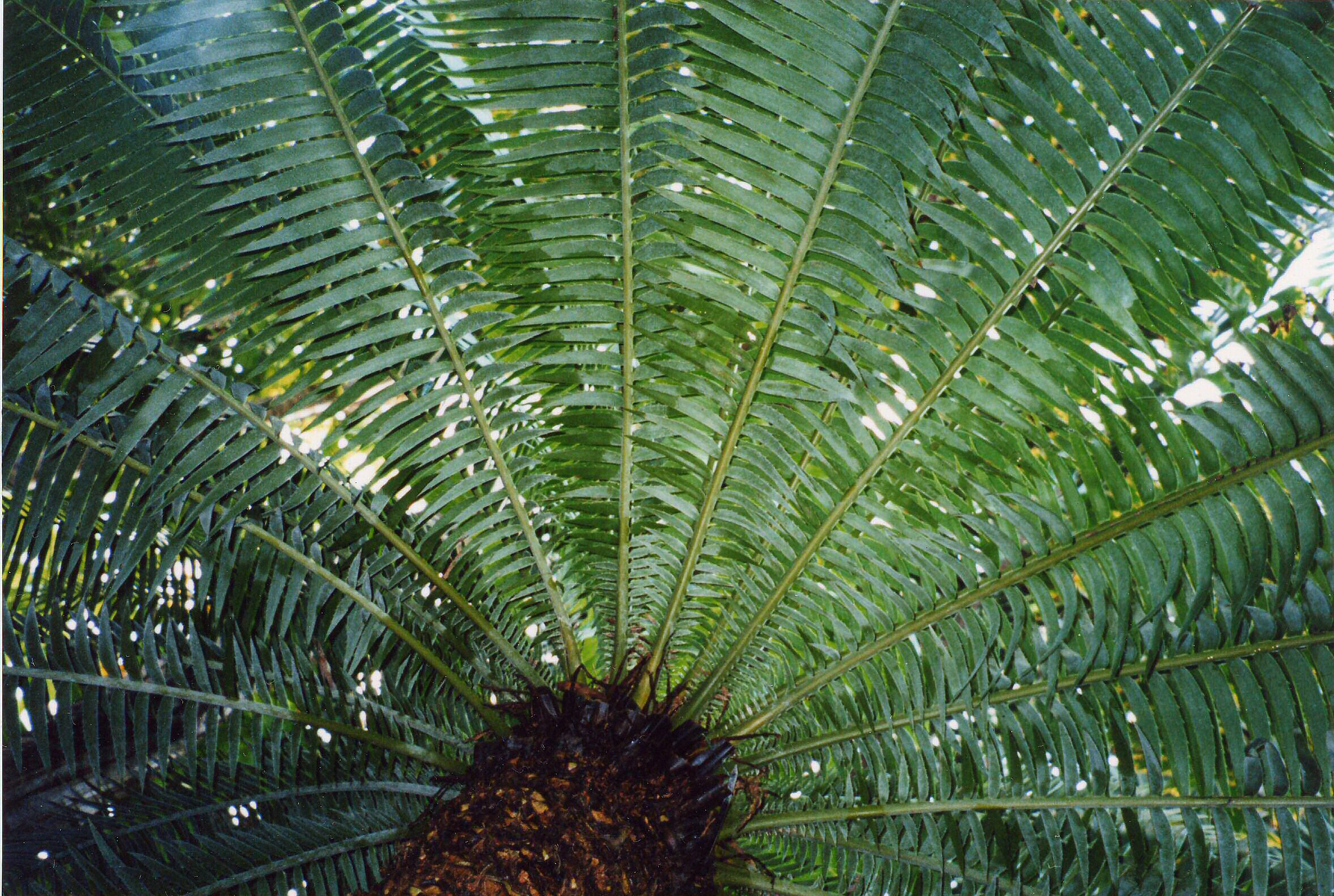
As cicas apresentam uma roseta de folhas pinadas em torno de um tronco cilíndrico.

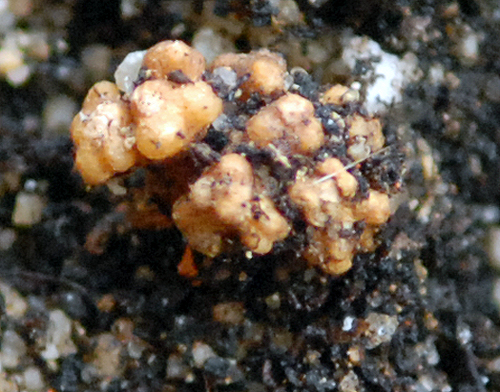
Raízes coraloides de Cycas circinalis.

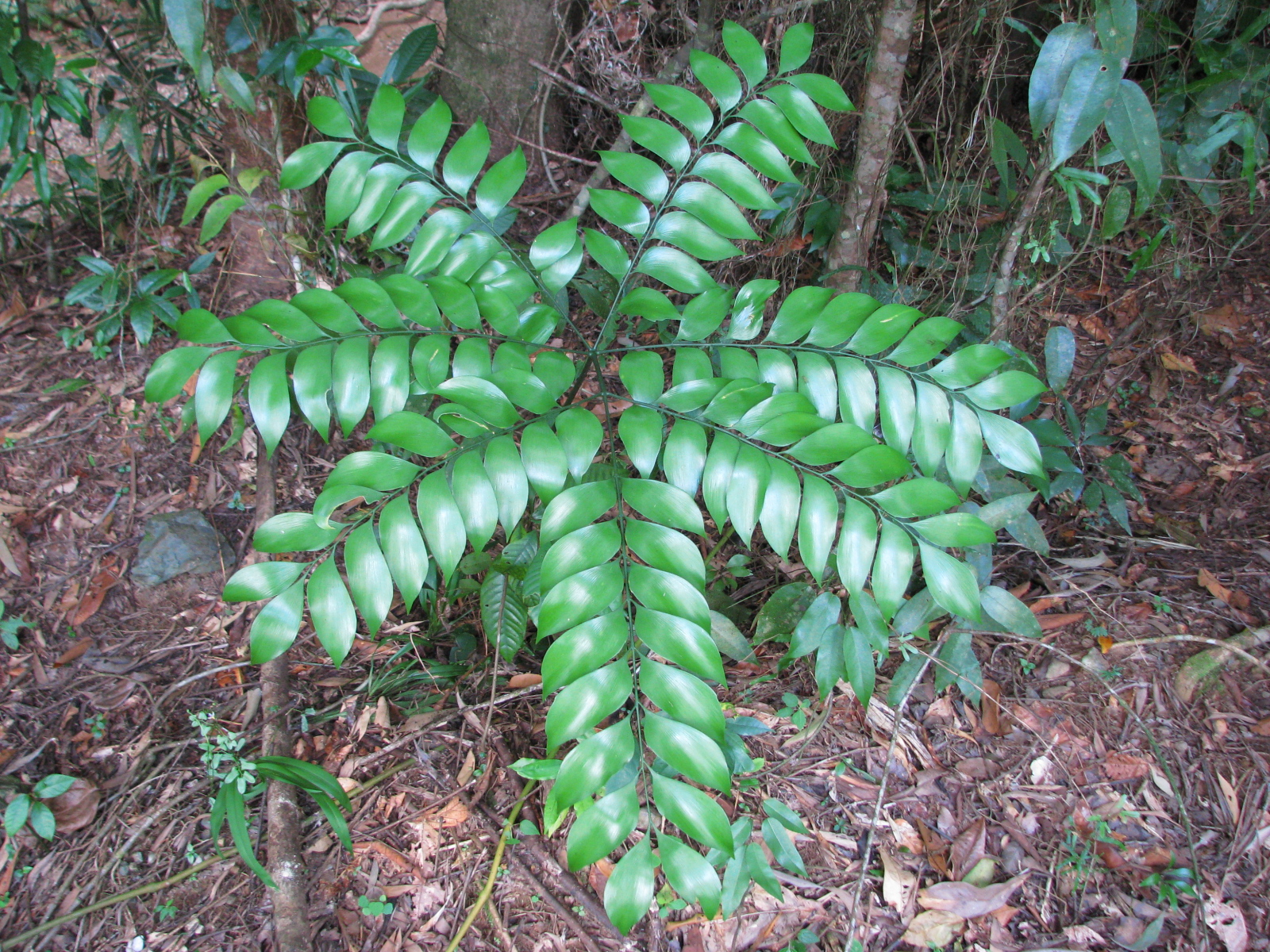
Bowenia spectabilis: planta na floresta tropical de Daintree, nordeste de Queensland.

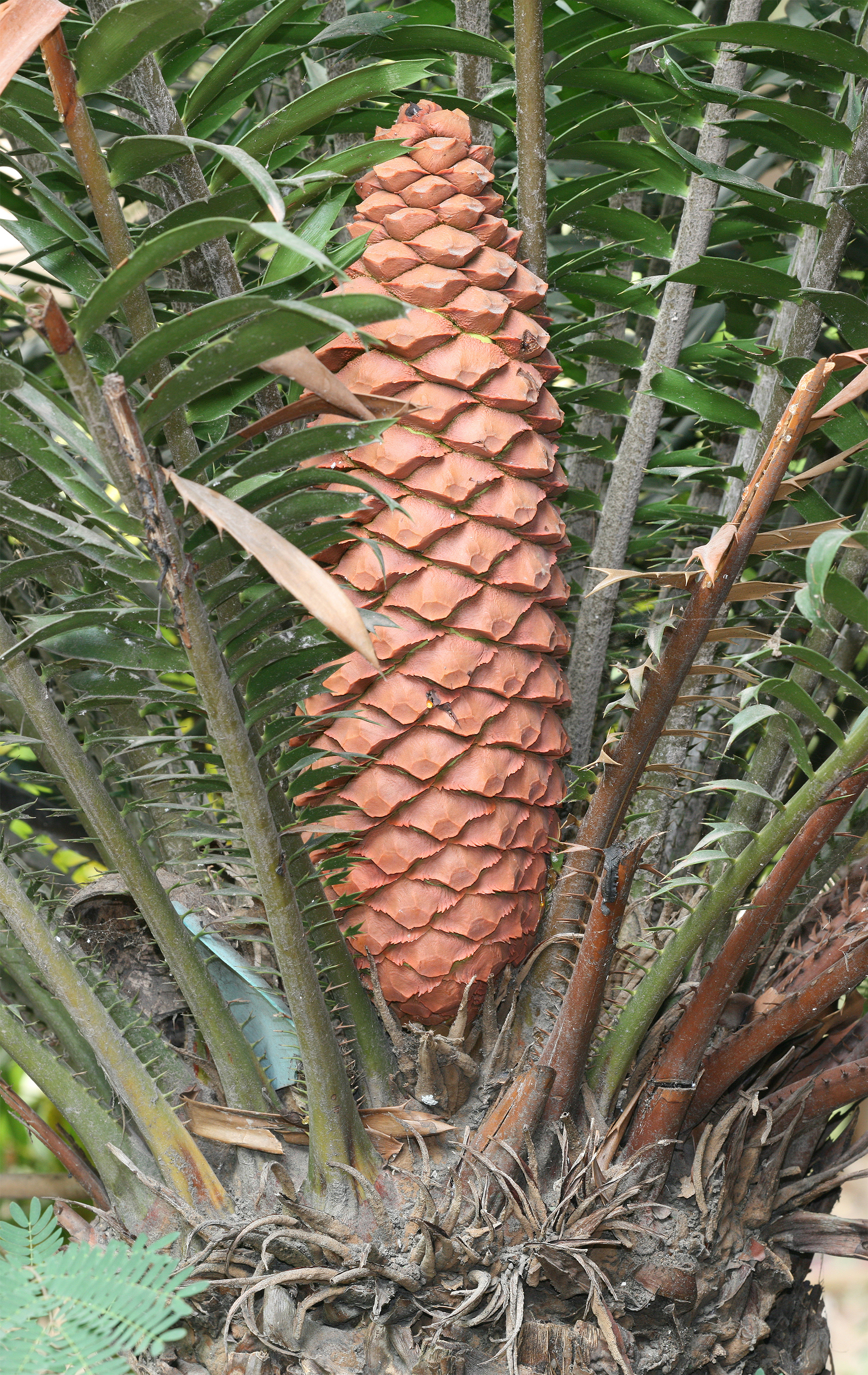
Folhas e estróbilos de Encephalartos sclavoi.

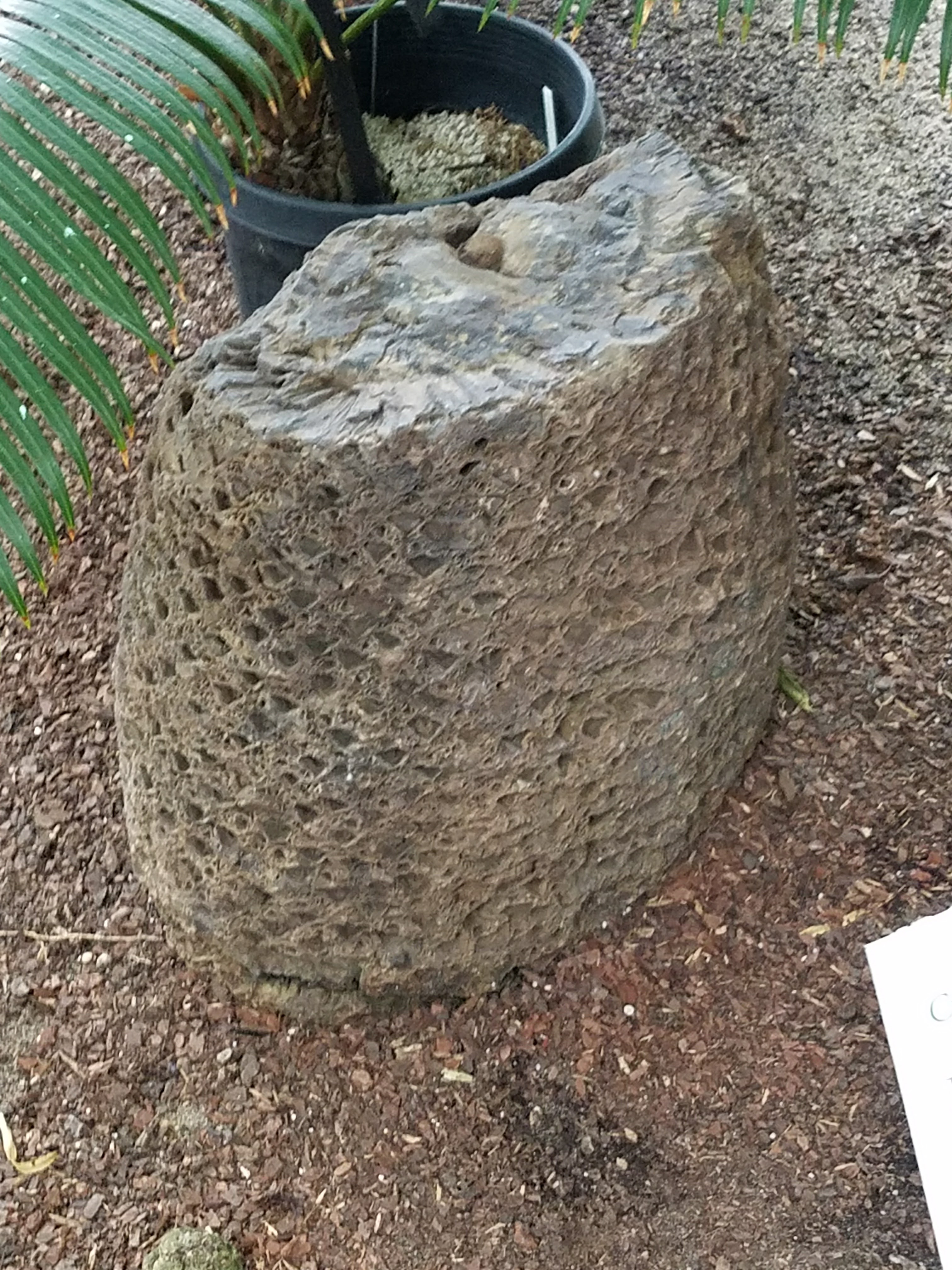
Fóssil de cicadácea (tronco petrificado) no New York Botanical Garden.

Cycadales é uma ordem de plantas com sementes nuas (Gymnospermae) perenifólias que normalmente apresentam um tronco robusto e lenhoso encimado por uma coroa de grandes folhas, duras e rígidas, geralmente pinadas, que lhe conferem um aspecto superficialmente semelhante a palmeiras ou a fetos arbóreos. As espécies são dioicas, isto é, com indivíduos que são exclusivamnete masculinos ou femininos. As cicadáceas variam em tamanho, com troncos de apenas alguns centímetros a vários metros de altura. Geralmente crescem muito lentamente e apresentam grande longevidade. As Cycadales em todo o mundo estão em declínio, com quatro espécies à beira da extinção e sete espécies com menos de 100 plantas na natureza.

## Descrição
As Cycadales são gimnospermas (com sementes nuas), o que significa que as sementes não fertilizadas estão abertas ao ar para serem fertilizadas diretamente por polinização, em contraste com angiospermas, que têm sementes fechadas com arranjos de fertilização mais complexos. As cicadáceas têm polinizadores muito especializados, geralmente uma espécie específica de coleópteros. Tanto as plantas masculinas como as femininas produzem cones (estróbilos) um pouco semelhantes às pinhas das coníferas.
Está comprovado que as cicadáceas fixam azoto atmosférico em associação com várias cianobactérias que vivem nas suas raízes (as raízes "coraloides"). Essas bactérias fotossintéticas produzem uma neurotoxina designada por BMAA que é encontrada nas sementes das cicadáceas. Essa neurotoxina pode entrar na cadeia alimentar humana, pois as sementes das cicadáceas podem ser consumidas diretamente como fonte de farinha por humanos ou por animais selvagens, como os morcegos, ou ferais e os humanos podem comer esses animais. Supõe-se que esta seja a fonte de algumas doenças neurológicas em humanos.
Outro mecanismo de defesa contra herbívoros é a acumulação de toxinas nas sementes e nos tecidos vegetativos; através da transferência horizontal de genes, as Cycadales adquiriram uma família de genes de um organismo microbiano, provavelmente um fungo, que lhes dá a capacidade de produzir uma toxina insecticida.

### Hábito e morfologia
As Cycadales apresentam um tronco cilíndrico que geralmente não ramifica. No entanto, algumas espécies, como Cycas zeylanica, podem ramificar os troncos. O ápice do caule é protegido por folhas modificadas designadas por catáfilos. As folhas crescem diretamente do tronco e geralmente caem quando mais velhas, deixando uma coroa de folhas no topo. As folhas crescem em forma de roseta, com a nova folhagem emergindo do topo e do centro da copa. O tronco pode estar enterrado, sendo que nesse caso as folhas parecem estar emergindo do solo, ficando a planta com o aspecto de uma roseta basal. As folhas são geralmente grandes em proporção ao tamanho do tronco, por vezes até maiores que o tronco.
As folhas são pinadas (na forma de penas de pássaros), com uma haste foliar central da qual emergem "costelas" paralelas de cada lado da haste, perpendiculares a ela. As folhas são tipicamente compostas (o caule da folha tem folíolos emergindo dele como "nervuras"), ou têm bordos (margens) tão profundamente cortadas (incisas) que as fazem parecer compostas. O gênero australiano Bowenia e algumas espécies asiáticas de Cycas, como Cycas multipinnata, Cycas micholitzii e Cycas debaoensis, têm folhas que são bipinadas, o que significa cada folíolo tem os seus próprios sub-folíolos, crescendo da mesma forma no folíolo que os folíolos crescem no talo da folha, numa geometria autossimilar.
Devido às semelhanças superficiais na folhagem e na estrutura da planta, as Cycadales, mas em especial os membros da família Cycadaceae, são frequentemente confundidos com as palmeiras (família Arecaceae) com as quais são morfologicamente muito similares, para além de ocorrerem em habitats e climas semelhantes. No entanto, pertencem a diferentes filos e, como tal, não estão filogeneticamente intimamente relacionados. A morfologia semelhante é assim o produto da evolução convergente.
Contudo, para além dessas semelhanças morfológicas superficiais, há um conjunto de diferenças entre as Cycadales e as palmeiras. Por um lado, tanto as Cycadales masculinas quanto as femininas, por serem gimnospérmicas, e produzem cones (estróbilos), enquanto as palmeiras pertencem ao grupo das angiospérmicas e, portanto, florescem e dão frutos. A folhagem madura é muito semelhante entre os dois grupos, mas as folhas jovens emergentes de uma Cycadales lembram um feto arbóreo antes de se desdobrarem e ocuparem seu lugar na roseta foliar, enquanto as folhas das palmeiras são apenas pequenas versões da folhagem madura. Outra diferença está no caule, pois embora em ambos os casos ocorram cicatrizes foliares no caule abaixo da roseta onde costumava haver folhas, as cicatrizes das Cycadales são dispostas de forma helicoidal e pequenas, enquanto as cicatrizes das palmeiras são um círculo que envolve todo o tronco. Os caules das Cycadales também são geralmente mais robustos e curtos que os das palmeiras de dimensões semelhantes.

### Distribuição
As Cycadales vivas são encontradas em grande parte das regiões subtropicais e tropicais do mundo, com algumas presentes em regiões temperadas, como na Austrália oriental. A maior diversidade ocorre na América do Sul e na América Central, embora grande número de espécies também ocorram no México, nas Antilhas, sudeste Estados Unidos, Austrália, Melanésia, Micronésia, Japão, China, Sudeste Asiático, Bangladesh, Índia, Sri Lanka, Madagáscar e África do Sul e em várias regiões da África Tropical, onde pelo menos 65 espécies ocorrem. Algumas podem sobreviver em desertos com secura severa ou em climas de semi-deserto (espécies xerofíticas), outros em condições de grande humidade, como nas florestas tropicaia, e alguns géneros em ambos tipos de habitat. Algumas espécies são capazes de sobreviver em solos arenosos ou rochosos, outras em solos em solos encharcados pobres em oxigénio, outras em pântanos ricos em material orgânico. Alguns géneros são capazes de crescer em pleno sol, alguns em plena sombra e alguns em ambos. Alguns são também tolerantes a sal (halófitos).
A diversidade de espécies das Cycadales extantes atinge o máximo entre as latitutes 17˚ 15"N e 28˚ 12"S, com um pico menor em torno da linha do equador. Portanto, não há um gradiente de diversidade latitudinal em direção ao equador, mas em direção ao Trópico de Câncer e ao Trópico de Capricórnio. No entanto, o pico perto do trópico norte é em grande parte devido ao género Cycas na Ásia e ao género Zamia no Novo Mundo, enquanto o pico perto do trópico sul é devido a Cycas novamente, e também ao diverso género Encephalartos no sul e centro da África, e Macrozamia na Austrália.
Assim, o padrão de distribuição das espécies de Cycadales em relação à latitude parece ser um artefato do isolamento geográfico dos demais géneros de Cycadales e suas espécies, e talvez porque sejam parcialmente xerófitas em vez de simplesmente tropicais.

## Taxonomia
As duas famílias extantes de Cycadales são Cycadaceae e Zamiaceae (nesta última se incluindo a antiga família Stangeriaceae). Essas plantas mudaram pouco desde o Jurássico em comparação com algumas outras divisões de plantas. Cinco famílias adicionais pertencentes à ordem Medullosales, filogeneticamente próxima das Cycadales, foram extintas no final da Era Paleozóica.
Com base em estudos de filogenia genética, acredita-se que as Cycadales sejam mais relacionadas com o género Ginkgo do que as outras gimnospérmicas vivas. Acredita-se que estes grupos tenham divergido um do outro durante o início do Carbonífero. Acredita-se que a filogenia interna e externa do grupo seja a seguinte:
|            | Coníferas                                                                                 |
|            |                                                                                           |
| Anthophyta | \| \| Bennettitales \| \| \| \| \| \| Gnetales \| \| \| \| \| \| Angiospermae \| \| \| \| |
|            | \| \| Bennettitales \| \| \| \| \| \| Gnetales \| \| \| \| \| \| Angiospermae \| \| \| \| |
|            | Bennettitales                                                                             |
|            |                                                                                           |
|            | Gnetales                                                                                  |
|            |                                                                                           |
|            | Angiospermae                                                                              |
|            |                                                                                           |

|  | Bennettitales |
|  |               |
|  | Gnetales      |
|  |               |
|  | Angiospermae  |
|  |               |

|            | Coníferas                                                                                 |
|            |                                                                                           |
| Anthophyta | \| \| Bennettitales \| \| \| \| \| \| Gnetales \| \| \| \| \| \| Angiospermae \| \| \| \| |
|            | \| \| Bennettitales \| \| \| \| \| \| Gnetales \| \| \| \| \| \| Angiospermae \| \| \| \| |
|            | Bennettitales                                                                             |
|            |                                                                                           |
|            | Gnetales                                                                                  |
|            |                                                                                           |
|            | Angiospermae                                                                              |
|            |                                                                                           |

|  | Bennettitales |
|  |               |
|  | Gnetales      |
|  |               |
|  | Angiospermae  |
|  |               |

|            | Coníferas                                                                                 |
|            |                                                                                           |
| Anthophyta | \| \| Bennettitales \| \| \| \| \| \| Gnetales \| \| \| \| \| \| Angiospermae \| \| \| \| |
|            | \| \| Bennettitales \| \| \| \| \| \| Gnetales \| \| \| \| \| \| Angiospermae \| \| \| \| |
|            | Bennettitales                                                                             |
|            |                                                                                           |
|            | Gnetales                                                                                  |
|            |                                                                                           |
|            | Angiospermae                                                                              |
|            |                                                                                           |

|  | Bennettitales |
|  |               |
|  | Gnetales      |
|  |               |
|  | Angiospermae  |
|  |               |

|            | Coníferas                                                                                 |
|            |                                                                                           |
| Anthophyta | \| \| Bennettitales \| \| \| \| \| \| Gnetales \| \| \| \| \| \| Angiospermae \| \| \| \| |
|            | \| \| Bennettitales \| \| \| \| \| \| Gnetales \| \| \| \| \| \| Angiospermae \| \| \| \| |
|            | Bennettitales                                                                             |
|            |                                                                                           |
|            | Gnetales                                                                                  |
|            |                                                                                           |
|            | Angiospermae                                                                              |
|            |                                                                                           |

|  | Bennettitales |
|  |               |
|  | Gnetales      |
|  |               |
|  | Angiospermae  |
|  |               |

|  | Cycadales                                                |
|  |                                                          |
|  | Ginkgo                                                   |
|  |                                                          |
|  | \| \| Coníferas \| \| \| \| \| \| Gnetophyta \| \| \| \| |
|  |                                                          |
|  | Coníferas                                                |
|  |                                                          |
|  | Gnetophyta                                               |
|  |                                                          |

|  | Coníferas  |
|  |            |
|  | Gnetophyta |
|  |            |

|  | Cycadales                                                |
|  |                                                          |
|  | Ginkgo                                                   |
|  |                                                          |
|  | \| \| Coníferas \| \| \| \| \| \| Gnetophyta \| \| \| \| |
|  |                                                          |
|  | Coníferas                                                |
|  |                                                          |
|  | Gnetophyta                                               |
|  |                                                          |

|  | Coníferas  |
|  |            |
|  | Gnetophyta |
|  |            |

|  | Cycadales                                                |
|  |                                                          |
|  | Ginkgo                                                   |
|  |                                                          |
|  | \| \| Coníferas \| \| \| \| \| \| Gnetophyta \| \| \| \| |
|  |                                                          |
|  | Coníferas                                                |
|  |                                                          |
|  | Gnetophyta                                               |
|  |                                                          |

|  | Coníferas  |
|  |            |
|  | Gnetophyta |
|  |            |

|  | Cycadales                                                |
|  |                                                          |
|  | Ginkgo                                                   |
|  |                                                          |
|  | \| \| Coníferas \| \| \| \| \| \| Gnetophyta \| \| \| \| |
|  |                                                          |
|  | Coníferas                                                |
|  |                                                          |
|  | Gnetophyta                                               |
|  |                                                          |

|  | Coníferas  |
|  |            |
|  | Gnetophyta |
|  |            |

|            | Coníferas                                                                                 |
|            |                                                                                           |
| Anthophyta | \| \| Bennettitales \| \| \| \| \| \| Gnetales \| \| \| \| \| \| Angiospermae \| \| \| \| |
|            | \| \| Bennettitales \| \| \| \| \| \| Gnetales \| \| \| \| \| \| Angiospermae \| \| \| \| |
|            | Bennettitales                                                                             |
|            |                                                                                           |
|            | Gnetales                                                                                  |
|            |                                                                                           |
|            | Angiospermae                                                                              |
|            |                                                                                           |

|  | Bennettitales |
|  |               |
|  | Gnetales      |
|  |               |
|  | Angiospermae  |
|  |               |

|            | Coníferas                                                                                 |
|            |                                                                                           |
| Anthophyta | \| \| Bennettitales \| \| \| \| \| \| Gnetales \| \| \| \| \| \| Angiospermae \| \| \| \| |
|            | \| \| Bennettitales \| \| \| \| \| \| Gnetales \| \| \| \| \| \| Angiospermae \| \| \| \| |
|            | Bennettitales                                                                             |
|            |                                                                                           |
|            | Gnetales                                                                                  |
|            |                                                                                           |
|            | Angiospermae                                                                              |
|            |                                                                                           |

|  | Bennettitales |
|  |               |
|  | Gnetales      |
|  |               |
|  | Angiospermae  |
|  |               |

|            | Coníferas                                                                                 |
|            |                                                                                           |
| Anthophyta | \| \| Bennettitales \| \| \| \| \| \| Gnetales \| \| \| \| \| \| Angiospermae \| \| \| \| |
|            | \| \| Bennettitales \| \| \| \| \| \| Gnetales \| \| \| \| \| \| Angiospermae \| \| \| \| |
|            | Bennettitales                                                                             |
|            |                                                                                           |
|            | Gnetales                                                                                  |
|            |                                                                                           |
|            | Angiospermae                                                                              |
|            |                                                                                           |

|  | Bennettitales |
|  |               |
|  | Gnetales      |
|  |               |
|  | Angiospermae  |
|  |               |

|            | Coníferas                                                                                 |
|            |                                                                                           |
| Anthophyta | \| \| Bennettitales \| \| \| \| \| \| Gnetales \| \| \| \| \| \| Angiospermae \| \| \| \| |
|            | \| \| Bennettitales \| \| \| \| \| \| Gnetales \| \| \| \| \| \| Angiospermae \| \| \| \| |
|            | Bennettitales                                                                             |
|            |                                                                                           |
|            | Gnetales                                                                                  |
|            |                                                                                           |
|            | Angiospermae                                                                              |
|            |                                                                                           |

|  | Bennettitales |
|  |               |
|  | Gnetales      |
|  |               |
|  | Angiospermae  |
|  |               |

|  | Cycadales                                                |
|  |                                                          |
|  | Ginkgo                                                   |
|  |                                                          |
|  | \| \| Coníferas \| \| \| \| \| \| Gnetophyta \| \| \| \| |
|  |                                                          |
|  | Coníferas                                                |
|  |                                                          |
|  | Gnetophyta                                               |
|  |                                                          |

|  | Coníferas  |
|  |            |
|  | Gnetophyta |
|  |            |

|  | Cycadales                                                |
|  |                                                          |
|  | Ginkgo                                                   |
|  |                                                          |
|  | \| \| Coníferas \| \| \| \| \| \| Gnetophyta \| \| \| \| |
|  |                                                          |
|  | Coníferas                                                |
|  |                                                          |
|  | Gnetophyta                                               |
|  |                                                          |

|  | Coníferas  |
|  |            |
|  | Gnetophyta |
|  |            |

|  | Cycadales                                                |
|  |                                                          |
|  | Ginkgo                                                   |
|  |                                                          |
|  | \| \| Coníferas \| \| \| \| \| \| Gnetophyta \| \| \| \| |
|  |                                                          |
|  | Coníferas                                                |
|  |                                                          |
|  | Gnetophyta                                               |
|  |                                                          |

|  | Coníferas  |
|  |            |
|  | Gnetophyta |
|  |            |

|  | Cycadales                                                |
|  |                                                          |
|  | Ginkgo                                                   |
|  |                                                          |
|  | \| \| Coníferas \| \| \| \| \| \| Gnetophyta \| \| \| \| |
|  |                                                          |
|  | Coníferas                                                |
|  |                                                          |
|  | Gnetophyta                                               |
|  |                                                          |

|  | Coníferas  |
|  |            |
|  | Gnetophyta |
|  |            |

| Cycadaceae | Cycas |
|            | Cycas |

|  | Macrozamia                                                    |
|  |                                                               |
|  | \| \| Lepidozamia \| \| \| \| \| \| Encephalartos \| \| \| \| |
|  |                                                               |
|  | Lepidozamia                                                   |
|  |                                                               |
|  | Encephalartos                                                 |
|  |                                                               |

|  | Lepidozamia   |
|  |               |
|  | Encephalartos |
|  |               |

|  | Ceratozamia |
|  |             |
|  | Stangeria   |
|  |             |

|  | Zamia      |
|  |            |
|  | Microcycas |
|  |            |

|  | Ceratozamia |
|  |             |
|  | Stangeria   |
|  |             |

|  | Zamia      |
|  |            |
|  | Microcycas |
|  |            |

|  | Ceratozamia |
|  |             |
|  | Stangeria   |
|  |             |

|  | Zamia      |
|  |            |
|  | Microcycas |
|  |            |

|  | Ceratozamia |
|  |             |
|  | Stangeria   |
|  |             |

|  | Zamia      |
|  |            |
|  | Microcycas |
|  |            |

|  | Macrozamia                                                    |
|  |                                                               |
|  | \| \| Lepidozamia \| \| \| \| \| \| Encephalartos \| \| \| \| |
|  |                                                               |
|  | Lepidozamia                                                   |
|  |                                                               |
|  | Encephalartos                                                 |
|  |                                                               |

|  | Lepidozamia   |
|  |               |
|  | Encephalartos |
|  |               |

|  | Ceratozamia |
|  |             |
|  | Stangeria   |
|  |             |

|  | Zamia      |
|  |            |
|  | Microcycas |
|  |            |

|  | Ceratozamia |
|  |             |
|  | Stangeria   |
|  |             |

|  | Zamia      |
|  |            |
|  | Microcycas |
|  |            |

|  | Ceratozamia |
|  |             |
|  | Stangeria   |
|  |             |

|  | Zamia      |
|  |            |
|  | Microcycas |
|  |            |

|  | Ceratozamia |
|  |             |
|  | Stangeria   |
|  |             |

|  | Zamia      |
|  |            |
|  | Microcycas |
|  |            |

|  | Macrozamia                                                    |
|  |                                                               |
|  | \| \| Lepidozamia \| \| \| \| \| \| Encephalartos \| \| \| \| |
|  |                                                               |
|  | Lepidozamia                                                   |
|  |                                                               |
|  | Encephalartos                                                 |
|  |                                                               |

|  | Lepidozamia   |
|  |               |
|  | Encephalartos |
|  |               |

|  | Ceratozamia |
|  |             |
|  | Stangeria   |
|  |             |

|  | Zamia      |
|  |            |
|  | Microcycas |
|  |            |

|  | Ceratozamia |
|  |             |
|  | Stangeria   |
|  |             |

|  | Zamia      |
|  |            |
|  | Microcycas |
|  |            |

|  | Ceratozamia |
|  |             |
|  | Stangeria   |
|  |             |

|  | Zamia      |
|  |            |
|  | Microcycas |
|  |            |

|  | Ceratozamia |
|  |             |
|  | Stangeria   |
|  |             |

|  | Zamia      |
|  |            |
|  | Microcycas |
|  |            |

|  | Macrozamia                                                    |
|  |                                                               |
|  | \| \| Lepidozamia \| \| \| \| \| \| Encephalartos \| \| \| \| |
|  |                                                               |
|  | Lepidozamia                                                   |
|  |                                                               |
|  | Encephalartos                                                 |
|  |                                                               |

|  | Lepidozamia   |
|  |               |
|  | Encephalartos |
|  |               |

|  | Ceratozamia |
|  |             |
|  | Stangeria   |
|  |             |

|  | Zamia      |
|  |            |
|  | Microcycas |
|  |            |

|  | Ceratozamia |
|  |             |
|  | Stangeria   |
|  |             |

|  | Zamia      |
|  |            |
|  | Microcycas |
|  |            |

|  | Ceratozamia |
|  |             |
|  | Stangeria   |
|  |             |

|  | Zamia      |
|  |            |
|  | Microcycas |
|  |            |

|  | Ceratozamia |
|  |             |
|  | Stangeria   |
|  |             |

|  | Zamia      |
|  |            |
|  | Microcycas |
|  |            |

|  | Macrozamia                                                    |
|  |                                                               |
|  | \| \| Lepidozamia \| \| \| \| \| \| Encephalartos \| \| \| \| |
|  |                                                               |
|  | Lepidozamia                                                   |
|  |                                                               |
|  | Encephalartos                                                 |
|  |                                                               |

|  | Lepidozamia   |
|  |               |
|  | Encephalartos |
|  |               |

|  | Ceratozamia |
|  |             |
|  | Stangeria   |
|  |             |

|  | Zamia      |
|  |            |
|  | Microcycas |
|  |            |

|  | Ceratozamia |
|  |             |
|  | Stangeria   |
|  |             |

|  | Zamia      |
|  |            |
|  | Microcycas |
|  |            |

|  | Ceratozamia |
|  |             |
|  | Stangeria   |
|  |             |

|  | Zamia      |
|  |            |
|  | Microcycas |
|  |            |

|  | Ceratozamia |
|  |             |
|  | Stangeria   |
|  |             |

|  | Zamia      |
|  |            |
|  | Microcycas |
|  |            |

|  | Macrozamia                                                    |
|  |                                                               |
|  | \| \| Lepidozamia \| \| \| \| \| \| Encephalartos \| \| \| \| |
|  |                                                               |
|  | Lepidozamia                                                   |
|  |                                                               |
|  | Encephalartos                                                 |
|  |                                                               |

|  | Lepidozamia   |
|  |               |
|  | Encephalartos |
|  |               |

|  | Ceratozamia |
|  |             |
|  | Stangeria   |
|  |             |

|  | Zamia      |
|  |            |
|  | Microcycas |
|  |            |

|  | Ceratozamia |
|  |             |
|  | Stangeria   |
|  |             |

|  | Zamia      |
|  |            |
|  | Microcycas |
|  |            |

|  | Ceratozamia |
|  |             |
|  | Stangeria   |
|  |             |

|  | Zamia      |
|  |            |
|  | Microcycas |
|  |            |

|  | Ceratozamia |
|  |             |
|  | Stangeria   |
|  |             |

|  | Zamia      |
|  |            |
|  | Microcycas |
|  |            |

|  | Macrozamia                                                    |
|  |                                                               |
|  | \| \| Lepidozamia \| \| \| \| \| \| Encephalartos \| \| \| \| |
|  |                                                               |
|  | Lepidozamia                                                   |
|  |                                                               |
|  | Encephalartos                                                 |
|  |                                                               |

|  | Lepidozamia   |
|  |               |
|  | Encephalartos |
|  |               |

|  | Ceratozamia |
|  |             |
|  | Stangeria   |
|  |             |

|  | Zamia      |
|  |            |
|  | Microcycas |
|  |            |

|  | Ceratozamia |
|  |             |
|  | Stangeria   |
|  |             |

|  | Zamia      |
|  |            |
|  | Microcycas |
|  |            |

|  | Ceratozamia |
|  |             |
|  | Stangeria   |
|  |             |

|  | Zamia      |
|  |            |
|  | Microcycas |
|  |            |

|  | Ceratozamia |
|  |             |
|  | Stangeria   |
|  |             |

|  | Zamia      |
|  |            |
|  | Microcycas |
|  |            |

|  | Macrozamia                                                    |
|  |                                                               |
|  | \| \| Lepidozamia \| \| \| \| \| \| Encephalartos \| \| \| \| |
|  |                                                               |
|  | Lepidozamia                                                   |
|  |                                                               |
|  | Encephalartos                                                 |
|  |                                                               |

|  | Lepidozamia   |
|  |               |
|  | Encephalartos |
|  |               |

|  | Ceratozamia |
|  |             |
|  | Stangeria   |
|  |             |

|  | Zamia      |
|  |            |
|  | Microcycas |
|  |            |

|  | Ceratozamia |
|  |             |
|  | Stangeria   |
|  |             |

|  | Zamia      |
|  |            |
|  | Microcycas |
|  |            |

|  | Ceratozamia |
|  |             |
|  | Stangeria   |
|  |             |

|  | Zamia      |
|  |            |
|  | Microcycas |
|  |            |

|  | Ceratozamia |
|  |             |
|  | Stangeria   |
|  |             |

|  | Zamia      |
|  |            |
|  | Microcycas |
|  |            |

| Cycadaceae | Cycas |
|            | Cycas |

|  | Macrozamia                                                    |
|  |                                                               |
|  | \| \| Lepidozamia \| \| \| \| \| \| Encephalartos \| \| \| \| |
|  |                                                               |
|  | Lepidozamia                                                   |
|  |                                                               |
|  | Encephalartos                                                 |
|  |                                                               |

|  | Lepidozamia   |
|  |               |
|  | Encephalartos |
|  |               |

|  | Ceratozamia |
|  |             |
|  | Stangeria   |
|  |             |

|  | Zamia      |
|  |            |
|  | Microcycas |
|  |            |

|  | Ceratozamia |
|  |             |
|  | Stangeria   |
|  |             |

|  | Zamia      |
|  |            |
|  | Microcycas |
|  |            |

|  | Ceratozamia |
|  |             |
|  | Stangeria   |
|  |             |

|  | Zamia      |
|  |            |
|  | Microcycas |
|  |            |

|  | Ceratozamia |
|  |             |
|  | Stangeria   |
|  |             |

|  | Zamia      |
|  |            |
|  | Microcycas |
|  |            |

|  | Macrozamia                                                    |
|  |                                                               |
|  | \| \| Lepidozamia \| \| \| \| \| \| Encephalartos \| \| \| \| |
|  |                                                               |
|  | Lepidozamia                                                   |
|  |                                                               |
|  | Encephalartos                                                 |
|  |                                                               |

|  | Lepidozamia   |
|  |               |
|  | Encephalartos |
|  |               |

|  | Ceratozamia |
|  |             |
|  | Stangeria   |
|  |             |

|  | Zamia      |
|  |            |
|  | Microcycas |
|  |            |

|  | Ceratozamia |
|  |             |
|  | Stangeria   |
|  |             |

|  | Zamia      |
|  |            |
|  | Microcycas |
|  |            |

|  | Ceratozamia |
|  |             |
|  | Stangeria   |
|  |             |

|  | Zamia      |
|  |            |
|  | Microcycas |
|  |            |

|  | Ceratozamia |
|  |             |
|  | Stangeria   |
|  |             |

|  | Zamia      |
|  |            |
|  | Microcycas |
|  |            |

|  | Macrozamia                                                    |
|  |                                                               |
|  | \| \| Lepidozamia \| \| \| \| \| \| Encephalartos \| \| \| \| |
|  |                                                               |
|  | Lepidozamia                                                   |
|  |                                                               |
|  | Encephalartos                                                 |
|  |                                                               |

|  | Lepidozamia   |
|  |               |
|  | Encephalartos |
|  |               |

|  | Ceratozamia |
|  |             |
|  | Stangeria   |
|  |             |

|  | Zamia      |
|  |            |
|  | Microcycas |
|  |            |

|  | Ceratozamia |
|  |             |
|  | Stangeria   |
|  |             |

|  | Zamia      |
|  |            |
|  | Microcycas |
|  |            |

|  | Ceratozamia |
|  |             |
|  | Stangeria   |
|  |             |

|  | Zamia      |
|  |            |
|  | Microcycas |
|  |            |

|  | Ceratozamia |
|  |             |
|  | Stangeria   |
|  |             |

|  | Zamia      |
|  |            |
|  | Microcycas |
|  |            |

|  | Macrozamia                                                    |
|  |                                                               |
|  | \| \| Lepidozamia \| \| \| \| \| \| Encephalartos \| \| \| \| |
|  |                                                               |
|  | Lepidozamia                                                   |
|  |                                                               |
|  | Encephalartos                                                 |
|  |                                                               |

|  | Lepidozamia   |
|  |               |
|  | Encephalartos |
|  |               |

|  | Ceratozamia |
|  |             |
|  | Stangeria   |
|  |             |

|  | Zamia      |
|  |            |
|  | Microcycas |
|  |            |

|  | Ceratozamia |
|  |             |
|  | Stangeria   |
|  |             |

|  | Zamia      |
|  |            |
|  | Microcycas |
|  |            |

|  | Ceratozamia |
|  |             |
|  | Stangeria   |
|  |             |

|  | Zamia      |
|  |            |
|  | Microcycas |
|  |            |

|  | Ceratozamia |
|  |             |
|  | Stangeria   |
|  |             |

|  | Zamia      |
|  |            |
|  | Microcycas |
|  |            |

|  | Macrozamia                                                    |
|  |                                                               |
|  | \| \| Lepidozamia \| \| \| \| \| \| Encephalartos \| \| \| \| |
|  |                                                               |
|  | Lepidozamia                                                   |
|  |                                                               |
|  | Encephalartos                                                 |
|  |                                                               |

|  | Lepidozamia   |
|  |               |
|  | Encephalartos |
|  |               |

|  | Ceratozamia |
|  |             |
|  | Stangeria   |
|  |             |

|  | Zamia      |
|  |            |
|  | Microcycas |
|  |            |

|  | Ceratozamia |
|  |             |
|  | Stangeria   |
|  |             |

|  | Zamia      |
|  |            |
|  | Microcycas |
|  |            |

|  | Ceratozamia |
|  |             |
|  | Stangeria   |
|  |             |

|  | Zamia      |
|  |            |
|  | Microcycas |
|  |            |

|  | Ceratozamia |
|  |             |
|  | Stangeria   |
|  |             |

|  | Zamia      |
|  |            |
|  | Microcycas |
|  |            |

|  | Macrozamia                                                    |
|  |                                                               |
|  | \| \| Lepidozamia \| \| \| \| \| \| Encephalartos \| \| \| \| |
|  |                                                               |
|  | Lepidozamia                                                   |
|  |                                                               |
|  | Encephalartos                                                 |
|  |                                                               |

|  | Lepidozamia   |
|  |               |
|  | Encephalartos |
|  |               |

|  | Ceratozamia |
|  |             |
|  | Stangeria   |
|  |             |

|  | Zamia      |
|  |            |
|  | Microcycas |
|  |            |

|  | Ceratozamia |
|  |             |
|  | Stangeria   |
|  |             |

|  | Zamia      |
|  |            |
|  | Microcycas |
|  |            |

|  | Ceratozamia |
|  |             |
|  | Stangeria   |
|  |             |

|  | Zamia      |
|  |            |
|  | Microcycas |
|  |            |

|  | Ceratozamia |
|  |             |
|  | Stangeria   |
|  |             |

|  | Zamia      |
|  |            |
|  | Microcycas |
|  |            |

|  | Macrozamia                                                    |
|  |                                                               |
|  | \| \| Lepidozamia \| \| \| \| \| \| Encephalartos \| \| \| \| |
|  |                                                               |
|  | Lepidozamia                                                   |
|  |                                                               |
|  | Encephalartos                                                 |
|  |                                                               |

|  | Lepidozamia   |
|  |               |
|  | Encephalartos |
|  |               |

|  | Ceratozamia |
|  |             |
|  | Stangeria   |
|  |             |

|  | Zamia      |
|  |            |
|  | Microcycas |
|  |            |

|  | Ceratozamia |
|  |             |
|  | Stangeria   |
|  |             |

|  | Zamia      |
|  |            |
|  | Microcycas |
|  |            |

|  | Ceratozamia |
|  |             |
|  | Stangeria   |
|  |             |

|  | Zamia      |
|  |            |
|  | Microcycas |
|  |            |

|  | Ceratozamia |
|  |             |
|  | Stangeria   |
|  |             |

|  | Zamia      |
|  |            |
|  | Microcycas |
|  |            |

|  | Macrozamia                                                    |
|  |                                                               |
|  | \| \| Lepidozamia \| \| \| \| \| \| Encephalartos \| \| \| \| |
|  |                                                               |
|  | Lepidozamia                                                   |
|  |                                                               |
|  | Encephalartos                                                 |
|  |                                                               |

|  | Lepidozamia   |
|  |               |
|  | Encephalartos |
|  |               |

|  | Ceratozamia |
|  |             |
|  | Stangeria   |
|  |             |

|  | Zamia      |
|  |            |
|  | Microcycas |
|  |            |

|  | Ceratozamia |
|  |             |
|  | Stangeria   |
|  |             |

|  | Zamia      |
|  |            |
|  | Microcycas |
|  |            |

|  | Ceratozamia |
|  |             |
|  | Stangeria   |
|  |             |

|  | Zamia      |
|  |            |
|  | Microcycas |
|  |            |

|  | Ceratozamia |
|  |             |
|  | Stangeria   |
|  |             |

|  | Zamia      |
|  |            |
|  | Microcycas |
|  |            |

| Cycadaceae | Cycas |
|            | Cycas |

|  | Macrozamia                                                    |
|  |                                                               |
|  | \| \| Lepidozamia \| \| \| \| \| \| Encephalartos \| \| \| \| |
|  |                                                               |
|  | Lepidozamia                                                   |
|  |                                                               |
|  | Encephalartos                                                 |
|  |                                                               |

|  | Lepidozamia   |
|  |               |
|  | Encephalartos |
|  |               |

|  | Ceratozamia |
|  |             |
|  | Stangeria   |
|  |             |

|  | Zamia      |
|  |            |
|  | Microcycas |
|  |            |

|  | Ceratozamia |
|  |             |
|  | Stangeria   |
|  |             |

|  | Zamia      |
|  |            |
|  | Microcycas |
|  |            |

|  | Ceratozamia |
|  |             |
|  | Stangeria   |
|  |             |

|  | Zamia      |
|  |            |
|  | Microcycas |
|  |            |

|  | Ceratozamia |
|  |             |
|  | Stangeria   |
|  |             |

|  | Zamia      |
|  |            |
|  | Microcycas |
|  |            |

|  | Macrozamia                                                    |
|  |                                                               |
|  | \| \| Lepidozamia \| \| \| \| \| \| Encephalartos \| \| \| \| |
|  |                                                               |
|  | Lepidozamia                                                   |
|  |                                                               |
|  | Encephalartos                                                 |
|  |                                                               |

|  | Lepidozamia   |
|  |               |
|  | Encephalartos |
|  |               |

|  | Ceratozamia |
|  |             |
|  | Stangeria   |
|  |             |

|  | Zamia      |
|  |            |
|  | Microcycas |
|  |            |

|  | Ceratozamia |
|  |             |
|  | Stangeria   |
|  |             |

|  | Zamia      |
|  |            |
|  | Microcycas |
|  |            |

|  | Ceratozamia |
|  |             |
|  | Stangeria   |
|  |             |

|  | Zamia      |
|  |            |
|  | Microcycas |
|  |            |

|  | Ceratozamia |
|  |             |
|  | Stangeria   |
|  |             |

|  | Zamia      |
|  |            |
|  | Microcycas |
|  |            |

|  | Macrozamia                                                    |
|  |                                                               |
|  | \| \| Lepidozamia \| \| \| \| \| \| Encephalartos \| \| \| \| |
|  |                                                               |
|  | Lepidozamia                                                   |
|  |                                                               |
|  | Encephalartos                                                 |
|  |                                                               |

|  | Lepidozamia   |
|  |               |
|  | Encephalartos |
|  |               |

|  | Ceratozamia |
|  |             |
|  | Stangeria   |
|  |             |

|  | Zamia      |
|  |            |
|  | Microcycas |
|  |            |

|  | Ceratozamia |
|  |             |
|  | Stangeria   |
|  |             |

|  | Zamia      |
|  |            |
|  | Microcycas |
|  |            |

|  | Ceratozamia |
|  |             |
|  | Stangeria   |
|  |             |

|  | Zamia      |
|  |            |
|  | Microcycas |
|  |            |

|  | Ceratozamia |
|  |             |
|  | Stangeria   |
|  |             |

|  | Zamia      |
|  |            |
|  | Microcycas |
|  |            |

|  | Macrozamia                                                    |
|  |                                                               |
|  | \| \| Lepidozamia \| \| \| \| \| \| Encephalartos \| \| \| \| |
|  |                                                               |
|  | Lepidozamia                                                   |
|  |                                                               |
|  | Encephalartos                                                 |
|  |                                                               |

|  | Lepidozamia   |
|  |               |
|  | Encephalartos |
|  |               |

|  | Ceratozamia |
|  |             |
|  | Stangeria   |
|  |             |

|  | Zamia      |
|  |            |
|  | Microcycas |
|  |            |

|  | Ceratozamia |
|  |             |
|  | Stangeria   |
|  |             |

|  | Zamia      |
|  |            |
|  | Microcycas |
|  |            |

|  | Ceratozamia |
|  |             |
|  | Stangeria   |
|  |             |

|  | Zamia      |
|  |            |
|  | Microcycas |
|  |            |

|  | Ceratozamia |
|  |             |
|  | Stangeria   |
|  |             |

|  | Zamia      |
|  |            |
|  | Microcycas |
|  |            |

|  | Macrozamia                                                    |
|  |                                                               |
|  | \| \| Lepidozamia \| \| \| \| \| \| Encephalartos \| \| \| \| |
|  |                                                               |
|  | Lepidozamia                                                   |
|  |                                                               |
|  | Encephalartos                                                 |
|  |                                                               |

|  | Lepidozamia   |
|  |               |
|  | Encephalartos |
|  |               |

|  | Ceratozamia |
|  |             |
|  | Stangeria   |
|  |             |

|  | Zamia      |
|  |            |
|  | Microcycas |
|  |            |

|  | Ceratozamia |
|  |             |
|  | Stangeria   |
|  |             |

|  | Zamia      |
|  |            |
|  | Microcycas |
|  |            |

|  | Ceratozamia |
|  |             |
|  | Stangeria   |
|  |             |

|  | Zamia      |
|  |            |
|  | Microcycas |
|  |            |

|  | Ceratozamia |
|  |             |
|  | Stangeria   |
|  |             |

|  | Zamia      |
|  |            |
|  | Microcycas |
|  |            |

|  | Macrozamia                                                    |
|  |                                                               |
|  | \| \| Lepidozamia \| \| \| \| \| \| Encephalartos \| \| \| \| |
|  |                                                               |
|  | Lepidozamia                                                   |
|  |                                                               |
|  | Encephalartos                                                 |
|  |                                                               |

|  | Lepidozamia   |
|  |               |
|  | Encephalartos |
|  |               |

|  | Ceratozamia |
|  |             |
|  | Stangeria   |
|  |             |

|  | Zamia      |
|  |            |
|  | Microcycas |
|  |            |

|  | Ceratozamia |
|  |             |
|  | Stangeria   |
|  |             |

|  | Zamia      |
|  |            |
|  | Microcycas |
|  |            |

|  | Ceratozamia |
|  |             |
|  | Stangeria   |
|  |             |

|  | Zamia      |
|  |            |
|  | Microcycas |
|  |            |

|  | Ceratozamia |
|  |             |
|  | Stangeria   |
|  |             |

|  | Zamia      |
|  |            |
|  | Microcycas |
|  |            |

|  | Macrozamia                                                    |
|  |                                                               |
|  | \| \| Lepidozamia \| \| \| \| \| \| Encephalartos \| \| \| \| |
|  |                                                               |
|  | Lepidozamia                                                   |
|  |                                                               |
|  | Encephalartos                                                 |
|  |                                                               |

|  | Lepidozamia   |
|  |               |
|  | Encephalartos |
|  |               |

|  | Ceratozamia |
|  |             |
|  | Stangeria   |
|  |             |

|  | Zamia      |
|  |            |
|  | Microcycas |
|  |            |

|  | Ceratozamia |
|  |             |
|  | Stangeria   |
|  |             |

|  | Zamia      |
|  |            |
|  | Microcycas |
|  |            |

|  | Ceratozamia |
|  |             |
|  | Stangeria   |
|  |             |

|  | Zamia      |
|  |            |
|  | Microcycas |
|  |            |

|  | Ceratozamia |
|  |             |
|  | Stangeria   |
|  |             |

|  | Zamia      |
|  |            |
|  | Microcycas |
|  |            |

|  | Macrozamia                                                    |
|  |                                                               |
|  | \| \| Lepidozamia \| \| \| \| \| \| Encephalartos \| \| \| \| |
|  |                                                               |
|  | Lepidozamia                                                   |
|  |                                                               |
|  | Encephalartos                                                 |
|  |                                                               |

|  | Lepidozamia   |
|  |               |
|  | Encephalartos |
|  |               |

|  | Ceratozamia |
|  |             |
|  | Stangeria   |
|  |             |

|  | Zamia      |
|  |            |
|  | Microcycas |
|  |            |

|  | Ceratozamia |
|  |             |
|  | Stangeria   |
|  |             |

|  | Zamia      |
|  |            |
|  | Microcycas |
|  |            |

|  | Ceratozamia |
|  |             |
|  | Stangeria   |
|  |             |

|  | Zamia      |
|  |            |
|  | Microcycas |
|  |            |

|  | Ceratozamia |
|  |             |
|  | Stangeria   |
|  |             |

|  | Zamia      |
|  |            |
|  | Microcycas |
|  |            |

| Cycadaceae | Cycas |
|            | Cycas |

|  | Macrozamia                                                    |
|  |                                                               |
|  | \| \| Lepidozamia \| \| \| \| \| \| Encephalartos \| \| \| \| |
|  |                                                               |
|  | Lepidozamia                                                   |
|  |                                                               |
|  | Encephalartos                                                 |
|  |                                                               |

|  | Lepidozamia   |
|  |               |
|  | Encephalartos |
|  |               |

|  | Ceratozamia |
|  |             |
|  | Stangeria   |
|  |             |

|  | Zamia      |
|  |            |
|  | Microcycas |
|  |            |

|  | Ceratozamia |
|  |             |
|  | Stangeria   |
|  |             |

|  | Zamia      |
|  |            |
|  | Microcycas |
|  |            |

|  | Ceratozamia |
|  |             |
|  | Stangeria   |
|  |             |

|  | Zamia      |
|  |            |
|  | Microcycas |
|  |            |

|  | Ceratozamia |
|  |             |
|  | Stangeria   |
|  |             |

|  | Zamia      |
|  |            |
|  | Microcycas |
|  |            |

|  | Macrozamia                                                    |
|  |                                                               |
|  | \| \| Lepidozamia \| \| \| \| \| \| Encephalartos \| \| \| \| |
|  |                                                               |
|  | Lepidozamia                                                   |
|  |                                                               |
|  | Encephalartos                                                 |
|  |                                                               |

|  | Lepidozamia   |
|  |               |
|  | Encephalartos |
|  |               |

|  | Ceratozamia |
|  |             |
|  | Stangeria   |
|  |             |

|  | Zamia      |
|  |            |
|  | Microcycas |
|  |            |

|  | Ceratozamia |
|  |             |
|  | Stangeria   |
|  |             |

|  | Zamia      |
|  |            |
|  | Microcycas |
|  |            |

|  | Ceratozamia |
|  |             |
|  | Stangeria   |
|  |             |

|  | Zamia      |
|  |            |
|  | Microcycas |
|  |            |

|  | Ceratozamia |
|  |             |
|  | Stangeria   |
|  |             |

|  | Zamia      |
|  |            |
|  | Microcycas |
|  |            |

|  | Macrozamia                                                    |
|  |                                                               |
|  | \| \| Lepidozamia \| \| \| \| \| \| Encephalartos \| \| \| \| |
|  |                                                               |
|  | Lepidozamia                                                   |
|  |                                                               |
|  | Encephalartos                                                 |
|  |                                                               |

|  | Lepidozamia   |
|  |               |
|  | Encephalartos |
|  |               |

|  | Ceratozamia |
|  |             |
|  | Stangeria   |
|  |             |

|  | Zamia      |
|  |            |
|  | Microcycas |
|  |            |

|  | Ceratozamia |
|  |             |
|  | Stangeria   |
|  |             |

|  | Zamia      |
|  |            |
|  | Microcycas |
|  |            |

|  | Ceratozamia |
|  |             |
|  | Stangeria   |
|  |             |

|  | Zamia      |
|  |            |
|  | Microcycas |
|  |            |

|  | Ceratozamia |
|  |             |
|  | Stangeria   |
|  |             |

|  | Zamia      |
|  |            |
|  | Microcycas |
|  |            |

|  | Macrozamia                                                    |
|  |                                                               |
|  | \| \| Lepidozamia \| \| \| \| \| \| Encephalartos \| \| \| \| |
|  |                                                               |
|  | Lepidozamia                                                   |
|  |                                                               |
|  | Encephalartos                                                 |
|  |                                                               |

|  | Lepidozamia   |
|  |               |
|  | Encephalartos |
|  |               |

|  | Ceratozamia |
|  |             |
|  | Stangeria   |
|  |             |

|  | Zamia      |
|  |            |
|  | Microcycas |
|  |            |

|  | Ceratozamia |
|  |             |
|  | Stangeria   |
|  |             |

|  | Zamia      |
|  |            |
|  | Microcycas |
|  |            |

|  | Ceratozamia |
|  |             |
|  | Stangeria   |
|  |             |

|  | Zamia      |
|  |            |
|  | Microcycas |
|  |            |

|  | Ceratozamia |
|  |             |
|  | Stangeria   |
|  |             |

|  | Zamia      |
|  |            |
|  | Microcycas |
|  |            |

|  | Macrozamia                                                    |
|  |                                                               |
|  | \| \| Lepidozamia \| \| \| \| \| \| Encephalartos \| \| \| \| |
|  |                                                               |
|  | Lepidozamia                                                   |
|  |                                                               |
|  | Encephalartos                                                 |
|  |                                                               |

|  | Lepidozamia   |
|  |               |
|  | Encephalartos |
|  |               |

|  | Ceratozamia |
|  |             |
|  | Stangeria   |
|  |             |

|  | Zamia      |
|  |            |
|  | Microcycas |
|  |            |

|  | Ceratozamia |
|  |             |
|  | Stangeria   |
|  |             |

|  | Zamia      |
|  |            |
|  | Microcycas |
|  |            |

|  | Ceratozamia |
|  |             |
|  | Stangeria   |
|  |             |

|  | Zamia      |
|  |            |
|  | Microcycas |
|  |            |

|  | Ceratozamia |
|  |             |
|  | Stangeria   |
|  |             |

|  | Zamia      |
|  |            |
|  | Microcycas |
|  |            |

|  | Macrozamia                                                    |
|  |                                                               |
|  | \| \| Lepidozamia \| \| \| \| \| \| Encephalartos \| \| \| \| |
|  |                                                               |
|  | Lepidozamia                                                   |
|  |                                                               |
|  | Encephalartos                                                 |
|  |                                                               |

|  | Lepidozamia   |
|  |               |
|  | Encephalartos |
|  |               |

|  | Ceratozamia |
|  |             |
|  | Stangeria   |
|  |             |

|  | Zamia      |
|  |            |
|  | Microcycas |
|  |            |

|  | Ceratozamia |
|  |             |
|  | Stangeria   |
|  |             |

|  | Zamia      |
|  |            |
|  | Microcycas |
|  |            |

|  | Ceratozamia |
|  |             |
|  | Stangeria   |
|  |             |

|  | Zamia      |
|  |            |
|  | Microcycas |
|  |            |

|  | Ceratozamia |
|  |             |
|  | Stangeria   |
|  |             |

|  | Zamia      |
|  |            |
|  | Microcycas |
|  |            |

|  | Macrozamia                                                    |
|  |                                                               |
|  | \| \| Lepidozamia \| \| \| \| \| \| Encephalartos \| \| \| \| |
|  |                                                               |
|  | Lepidozamia                                                   |
|  |                                                               |
|  | Encephalartos                                                 |
|  |                                                               |

|  | Lepidozamia   |
|  |               |
|  | Encephalartos |
|  |               |

|  | Ceratozamia |
|  |             |
|  | Stangeria   |
|  |             |

|  | Zamia      |
|  |            |
|  | Microcycas |
|  |            |

|  | Ceratozamia |
|  |             |
|  | Stangeria   |
|  |             |

|  | Zamia      |
|  |            |
|  | Microcycas |
|  |            |

|  | Ceratozamia |
|  |             |
|  | Stangeria   |
|  |             |

|  | Zamia      |
|  |            |
|  | Microcycas |
|  |            |

|  | Ceratozamia |
|  |             |
|  | Stangeria   |
|  |             |

|  | Zamia      |
|  |            |
|  | Microcycas |
|  |            |

|  | Macrozamia                                                    |
|  |                                                               |
|  | \| \| Lepidozamia \| \| \| \| \| \| Encephalartos \| \| \| \| |
|  |                                                               |
|  | Lepidozamia                                                   |
|  |                                                               |
|  | Encephalartos                                                 |
|  |                                                               |

|  | Lepidozamia   |
|  |               |
|  | Encephalartos |
|  |               |

|  | Ceratozamia |
|  |             |
|  | Stangeria   |
|  |             |

|  | Zamia      |
|  |            |
|  | Microcycas |
|  |            |

|  | Ceratozamia |
|  |             |
|  | Stangeria   |
|  |             |

|  | Zamia      |
|  |            |
|  | Microcycas |
|  |            |

|  | Ceratozamia |
|  |             |
|  | Stangeria   |
|  |             |

|  | Zamia      |
|  |            |
|  | Microcycas |
|  |            |

|  | Ceratozamia |
|  |             |
|  | Stangeria   |
|  |             |

|  | Zamia      |
|  |            |
|  | Microcycas |
|  |            |

A classificação das Cycadophyta até ao nível de família é a seguinte:
- Classe Cycadopsida Brongniart, 1843
  - Ordem Cycadales Persoon ex von Berchtold & Presl, 1820
    - Subordem Cycadineae Stevenson, 1992
      - Família Cycadaceae Persoon 1807
        - Género Cycas

    - Subordem Zamiineae Stevenson, 1992
      - Família Zamiaceae Horaninow, 1834
        - Subfamília Diooideae Pilg., 1926
          - Tribo Diooeae Schuster
            - Género Dioon

        - Subfamília Zamioideae Stevenson, 1992
          - Tribo Encephalarteae Miquel, 1861
            - Género Macrozamia
            - Género Lepidozamia
            - Género Encephalartos

          - Tribo Zamieae Miquel, 1861
            - Género Bowenia
            - Género Ceratozamia
            - Género Stangeria
            - Género Zamia
            - Género Microcycas

Conhecem-se os seguintes géneros extintos:
- Antarcticycas —Triássico Médio da Antártida (conhecida por uma planta completa).[21]
- Ctenis — Mesozóico-Paleogeno, distribuição cosmopolita (género de forma de folha).
- Pseudoctenis — género de forma de folha.

## Registo fóssil
A mais antiga folhagem atribuída como tendo origem provável no grupo Cycadales é conhecida a partir da fase inicial do Permiano da Coreia do Sul e China, estando atribuída a um género Crossozamia. Fósseis inequívocos de cicadáceas são conhecidos a partir do início do Permiano Médio.
A análise do registo fóssil indica que as Cycadales eram geralmente incomuns durante o Permiano. Acredita-se que as duas famílias vivas de Cycadales se tenham separado em algum momento entre o Jurássico e o Carbonífero.
As Cycadales atingiram o ápice de diversidade durante o Mesozóico. Embora o Mesozóico por vezes seja chamado de «Era das cicadáceas», a folhagem das cicadáceas é muito semelhante à de outros grupos de plantas com sementes entretanto extintas, como as Bennettitales e as Nilssoniales, que não são intimamente relacionados. Por isso, as Cycadales provavelmente eram apenas um componente menor das floras do Mesozóico Médio, com Bennettitales e Nilsonniales sendo mais abundantes que as Cycadales.
Os registos fósseis mais antigos do género moderno Cycas são do Paleógeno da Ásia Oriental. Fósseis atribuíveis a Zamiaceae são conhecidos desde o Cretáceo, com fósseis atribuíveis a géneros vivos da família conhecidos a partir de formações do Cenozóico.

## Etnobotânica
Em Vanuatu, as cicadáceas são conhecidas como namele e são um importante símbolo da cultura tradicional. Servem como um poderoso sinal de tabu, e um par de folhas de namele aparecem na bandeira nacional e na heráldica daquele país. Juntamente com a espécie Cordyline terminalis, conhecida como nanggaria, outro símbolo da cultura de Vanuatu, o namele também dá nome ao Nagriamel, um movimento político daquele país.